# Breakdown
«Breakdown» (en español: romper en llanto) es una canción escrita por la cantante Mariah Carey y Stevie J para su séptimo álbum Butterfly. La producción se acredita a Carey, Stevie y Puff Daddy. La canción cuenta con la colaboración de los raperos de Bone Thugs-n-Harmony.

## Composición y Producción
"Breakdown" fue una de las primeras canciones de Carey, en la que experimentó hip hop y muchos se sorprendieron cuando ella se puso en contacto con Bone Thugs-N-Harmony para grabar la canción, pues hasta ese momento ella era considerada una artista pop, adulto contemporáneo.
Más tarde, Carey declaró: "le dije a Bone Thugs-N-Harmony que quería grabar algo con ellos, su reacción fue así cómo Muy bien...?. Creo que la gente choca con las ideas que tengo, pero el resultado está bien".
El protagonista de la canción se muestra fuerte frente a la separación de su enamorado(a) pero al mismo tiempo llora y sufre durante las noches.

## Críticas
La canción obtuvo excelentes críticas, la revista LA Weekly dijo que "Breakdown" toma elementos de R&B del nuevo milenio y que las letras congojosas, las palabras, la voz convergen en pura emoción pasándola a llamar una "grabación sublime" y una de las mejores canciones de R&B de la década.

## Legado
Desde su lanzamiento "Breakdown" se ha convertido en una de las canciones favoritas de varios fanes de Carey y Bone Thugs-N-Harmony. En una entrevista con MTV Overdrive en el 2006, Carey dijo que "Breakdown" sigue siendo una de sus canciones favoritas, junto con otras canciones de Butterfly y que por el hecho de no ser un sencillo n.º 1, no puedo ser incluido en su primera recopilación #1's en 1998 pero iba a ser incluido en su segunda recopilación Greatest Hits en el 2001. Finalmente no se incluyó en ninguno de los dos porque Carey sufrió un "desglose" (traducción de breakdown) físico y emocional en el 2001 y por consiguiente no se incluyó. La canción también se encuentra disponible en su álbum remix The Remixes (2003).

## Lanzamiento comercial
Originalmente "Breakdown" iba a ser lanzado como tercer sencillo comercial del álbum en 1998, pero por un conflicto con el sello Sony sólo se le dio lanzamiento comercial en Australia, donde apenas alcanzó el top 40.
Una remezcla de la canción se lanzó en las radios en Estados Unidos y posteriormente se lanzó cómo doble cara del quinto sencillo "My All". Aunque no tuvo mucho éxito en el Billboard Hot 100 airplay alcanzó el top 20 en la lista Hot R&B/Hip-Hop Airplay.
Carey y Diane Martel dirigieron el video musical de "Breakdown".

## Posicionamiento en listas
| Lista (1998)                                        | Posición más alta |
| --------------------------------------------------- | ----------------- |
| Australia (ARIA)                                    | 38                |
| Estados Unidos (Radio Songs)                        | 53                |
| Estados Unidos (Hot R&B/Hip-Hop Songs) con "My All" | 4                 |
| Estados Unidos (Hot R&B Airplay)                    | 13                |
| Estados Unidos (Crossover Billboard)                | 13                |
| Estados Unidos (Rhythmic)                           | 18                |
| Estados Unidos (CHR/Rhythmic Radio & Records)       | 13                |
| Estados Unidos (Urban Radio & Records)              | 9                 |
| Nueva Zelanda (Recorded Music NZ)                   | 4                 |
| Reino Unido (UK Singles Chart)                      | 98                |